# Festival Novas Frequências
Festival Novas Frequências é um festival de música experimental realizado pelo curador Chico Dub e a gestora cultural Tathiana Lopes. A primeira edição do festival ocorreu em 2011 e durou cinco dias, indo de 7 a 11 de dezembro. Sua próxima edição será realizada em dezembro de 2018 e contará com a presença de artistas como Fennesz e Keiji Haino.

## Edição de 2011
- Rio de Janeiro[2]

| Data  | Artista              | Local             |
| ----- | -------------------- | ----------------- |
| 07/12 | Sun Araw             | Oi Futuro Ipanema |
| 08/12 | Murcof               | Oi Futuro Ipanema |
| 09/12 | Andy Stott           | Oi Futuro Ipanema |
| 10/12 | Com Truise           | Oi Futuro Ipanema |
| 11/12 | Pazes / Psilosamples | Oi Futuro Ipanema |

## Edição de 2012
| Data  | Artista                              | Local             |
| ----- | ------------------------------------ | ----------------- |
| 04/12 | Prince Rama                          | Oi Futuro Ipanema |
| 05/12 | pole                                 | Oi Futuro Ipanema |
| 06/12 | Actress                              | Oi Futuro Ipanema |
| 07/12 | Maria Minerva                        | Oi Futuro Ipanema |
| 08/12 | Lenticular Clouds e Julianna Barwick | Oi Futuro Ipanema |
| 09/12 | Cadu Tenório e Hype Williams         | Oi Futuro Ipanema |

| Data  | Artista                        | Local |
| ----- | ------------------------------ | ----- |
| 08/12 | Actress / pole / Hype Williams | Beco  |

## Edição de 2013
- Rio de Janeiro[5]

| Data          | Artista               | Local                                                                               |
| ------------- | --------------------- | ----------------------------------------------------------------------------------- |
| 30/11         | Paulo Dandrea         | Festa no La Paz                                                                     |
| 30/11         | Fudisterik            | Festa no La Paz                                                                     |
| 30/11 e 01/12 | Miles                 | Festa no La Paz                                                                     |
| 30/11 e 01/12 | Lee Gamble            | Festa no La Paz e painel de discussão no Polo de Pensamento Contemporâneo           |
| 30/11 e 01/12 | Heatsick              | Festa no La Paz e painel de discussão no Polo de Pensamento Contemporâneo           |
| 01/12 e 03/12 | Demdike Stare         | Show no Oi Futuro Ipanema e painel de discussão no Polo de Pensamento Contemporâneo |
| 01/12 e 03/12 | David Toop            | Show no Oi Futuro Ipanema e painel de discussão no Polo de Pensamento Contemporâneo |
| 04/12         | Chelpa Ferro          | Show no Oi Futuro Ipanema                                                           |
| 05/12         | James Ferraro         | Show no Oi Futuro Ipanema                                                           |
| 06/12         | São Paulo Underground | Show no Oi Futuro Ipanema                                                           |
| 07/12         | Stephen O'Malley      | Show no Oi Futuro Ipanema                                                           |
| 08/12         | Gimu                  | Show no Oi Futuro Ipanema                                                           |
| 09/12         | Tim Hecker            | Show no Oi Futuro Ipanema                                                           |
| 10/12         | Babe, Terror          | Show no Oi Futuro Ipanema                                                           |

## Edição de 2014
- Rio de Janeiro[6]

### Apresentações
| Data  | Artista                                                              | Local             |
| ----- | -------------------------------------------------------------------- | ----------------- |
| 01/12 | Ashley Paul                                                          | Audio Rebel       |
| 02/12 | Rashad Becker                                                        | Audio Rebel       |
| 08/12 | Mark Fell / Keith Fullerton Whitman                                  | Audio Rebel       |
| 09/12 | Mark Fell & Keith Fullerton Whitman / The Astroboy                   | Audio Rebel       |
| 04/12 | Aki Onda                                                             | Oi Futuro Ipanema |
| 06/12 | Ben Frost                                                            | Oi Futuro Ipanema |
| 07/12 | Frisk Frugt                                                          | Oi Futuro Ipanema |
| 05/12 | John Butcher & Mark Sanders apresentam: Tarab Cuts                   | Oi Futuro Ipanema |
| 11/12 | Laraaji                                                              | Oi Futuro Ipanema |
| 12/12 | Bill Orcutt                                                          | Oi Futuro Ipanema |
| 13/12 | Vladislav Delay                                                      | Oi Futuro Ipanema |
| 14/12 | Philip Jeck                                                          | Oi Futuro Ipanema |
| 03/12 | Lubomyr Melnyk / Vivian Caccuri                                      | Sérgio Porto      |
| 10/12 | Joana Gama & Luís Fernandes apresentam: QUEST / Oco - Caron/Campello | Sérgio Porto      |
| 07/12 | Auto / Hojer Yama / Osvardo                                          | Casa Daros        |
| 14/12 | Quintavant Ensemble                                                  | Casa Daros        |

### Palestras / Bate-papo
| Data  | Artista | Local                            |
| ----- | --- | -------------------------------- |
| 06/12 | Festivais e a cena de música experimental britânica: - Counterflows Festival e Huddersfield - Contemporary Music Festival - Artist Talk com Cut Hands - Artist Talk com John Butcher - & Mark Sanders | Polo de Pensamento Contemporâneo |
| 13/12 | - Artist Talk com Mark Fell - Artist Talk com Phillip Jeck | Polo de Pensamento Contemporâneo |
| 07/12 | Experimentação e Política Cultural: - Novas Frequências, Eletronika, Quintavant, Wobble, Norópolis, Metanol Fm e Desmonta                                                                             | Casa Daros                       |
| 14/12 | Bate-Papo: - Novos selos musicais - Skol Music e QTV | Casa Daros                       |

### La Paz Club
| Data  | Artista | Local       |
| ----- | --- | ----------- |
| 05/12 | Cut Hands / DJ Marfox / Omulu B2B Maga Bo / Som Peba / Mauro Telefunksoul                                                                | La Paz Club |
| 12/12 | Ripatti (aka Vladislav Delay) / Sensate Focus (aka Mark Fell) / 40% Foda/Maneiríssimo vs. Domina / Bruno Real / Iridescent / Serge Erège | La Paz Club |

## Edição de 2015
- Rio de Janeiro[7][8]

### Apresentações
| Data          | Artista                                                                                              | Local             |
| ------------- | --- | ----------------- |
| 01/12 à 04/12 | Interspecifics Collective apresenta: Non-Human Rhythms                                               | Casa Rio          |
| 01/12         | Dawn Of Midi / Timespine                                                                             | SESC Ginástico    |
| 02/12         | Juçara Marçal & Cadu Tenório apresentam: “Anganga” / King Midas Sound                                | SESC Ginástico    |
| 03/12         | Acavernus / Quiet Ensemble                                                                           | Oi Futuro Ipanema |
| 04/12         | Thingamajicks / Mika Vainio                                                                          | Oi Futuro Ipanema |
| 05/12         | Phill Niblock & Thomas Ankersmit / Trudat Sound / Tyondai Braxton                                    | Oi Futuro Ipanema |
| 06/12         | Bemônio retrilhando “Madre Joana Dos Anjos” / Hurtmold & Paulo Santos                                | Oi Futuro Ipanema |
| 04/12         | Auntie Flo & Esa / Marginal Men + DJ Sydney / Pigmalião / The Bug apresenta “Acid Ragga” ft Miss Red | Antonieta         |
| 07/12         | Pierre Bastien apresenta: “Silent Motors” / Marco Scarassatti apresenta: “Novelo Elétrico”           | Maison de France  |
| 08/12         | m. takara apresenta: “Cavulcão” / Félicia Atkinson                                                   | Maison de France  |

### Filmes
| Data  | Artista                                                                                         | Local       |
| ----- | ----------------------------------------------------------------------------------------------- | ----------- |
| 01/12 | “Um Ouvido Por Um Olho” (2015, Brasil) – Direção: Lilian Zaremba                                | Audio Rebel |
| 02/12 | “Phantom Nebula” (2015, Japão) – Direção: Makino Takashi                                        | Audio Rebel |
| 03/12 | “Learning To Listen” (2015, Reino Unido) – Direção: Dan Linn-Pearl, Marianna Roe & Andi Spowart | Audio Rebel |
| 04/12 | “Brazil 84” (2015, Estados Unidos) – Direção e Música: Phill Niblock                            | Audio Rebel |
| 07/12 | “What We Leave Behind” (Estados Unidos) – Direção: Stephan Crasneanscki / Soundwalk Collective  | Audio Rebel |
| 08/12 | “Taking The Dog For A Walk” (Luxemburgo / Reino Unido) – Direção: Antoine Prum                  | Audio Rebel |

### Palestras
| Data  | Artista                                              | Local            |
| ----- | ---------------------------------------------------- | ---------------- |
| 01/12 | Kevin Martin (The Bug / King Midas Sound) Auntie Flo | Casa Rio         |
| 06/12 | Trudat Sound                                         | Casa Rio         |
| 07/12 | Félicia Atkinson                                     | Maison de France |
| 08/12 | Pierre Bastien                                       | Maison de France |

### Instalações / Exposições
| Data  | Artista                                                                                  | Local             |
| ----- | ---------------------------------------------------------------------------------------- | ----------------- |
| 01/12 | Tunga: Delivered In Voices (Ava Rocha & Eduardo Manso) + Expo Fabio Ghivelder: RECAP     | Laboratório Agnut |
| 02/12 | Tunga: Delivered in Voices (DEDO) + Expo Fabio Ghivelder: RECAP                          | Laboratório Agnut |
| 03/12 | Tunga: Delivered In Voices (N-1) + Expo Fabio Ghivelder: RECAP                           | Laboratório Agnut |
| 04/12 | Tunga: Delivered In Voices (Lilian Zaremba & Fred Paredes) + Expo Fabio Ghivelder: RECAP | Laboratório Agnut |
| 05/12 | Tunga: Delivered In Voices (Dissonâmbulos) + Expo Fabio Ghivelder: RECAP                 | Laboratório Agnut |
| 06/12 | Tunga: Delivered In Voices (Meteoro) + Expo Fabio Ghivelder: RECAP                       | Laboratório Agnut |
| 07/12 | Tunga: Delivered In Voices (Thingamajicks & Marcelo Mudou) + Expo Fabio Ghivelder: RECAP | Laboratório Agnut |
| 08/12 | Tunga: Delivered In Voices (Lucas Santtana) + Expo Fabio Ghivelder: RECAP                | Laboratório Agnut |

### Oficina
| Data  | Artista                          | Local            |
| ----- | -------------------------------- | ---------------- |
| 08/12 | Marco Scarassatti: Deriva Sonora | Maison de France |

## Edição de 2016
- Rio de Janeiro[9][10]

### Apresentações
| Data  | Artista | Local                |
| ----- | --- | -------------------- |
| 03/12 | Andreas Trobollowitsch apresenta: Hecker / Gustavo Torres apresenta: 33 BlastBlast BeatBeat / Julien Desprez apresenta: Acapulco Redux / Thiago Miazzo apresenta: Destruction Derby Black Zone Myth Chant / Abdala apresenta: ZUUUM / Infusão / Projeto Mujique Cave Wave / Xiu Xiu Elysia Crampton / Fausto Bahía / Mexican Jihad / Toxe / Mechatok / Pininga / Superficie | Galpão Gamboa        |
| 04/12 | Vincent Moon + Rabih Beaini + Priscilla Telmon apresentam: Cosmogonia / Rakta / Céh / Tantão feat. God Pussy e Lê Almeida | Leão Etíope do Méier |
| 05/12 | Carla Boregas / Leandra Lambert / Natacha Maurer / Paula Rebellato / Renata Roman | Audio Rebel          |
| 06/12 | Stephen Grew / Interregno Trio | Oi Futuro Ipanema    |
| 07/12 | Ulf Langheinrich apresenta: Full Zero / Stine Janvin Motland apresenta: Fake Synthetic Music | Oi Futuro Ipanema    |
| 08/12 | Gil Delindro apresenta: Voidness of Touch / Sis_Mic apresenta: Les Mondes | Oi Futuro Ipanema    |
| 08/12 | Rabih Beaini / Mr. Mitch / J. G. Biberkopf / Rampazzo / Bruno Belluomini apresenta: Horos / Új Bála / Raquel Krugel / Gorilla Brutality | Fosfobox             |

### Instalações
| Data  | Artista | Local         |
| ----- | --- | ------------- |
| 03/12 | Luisa Puterman apresenta: Moto Perpetuo / Mike Rijnierse apresenta: Relief / Rob Mazurek apresenta Psychotropic Electric Eel Dreams | Galpão Gamboa |

## Edição de 2017
- Rio de Janeiro[11]

### Apresentações
| Data  | Artista | Local                        |
| ----- | --- | ---------------------------- |
| 04/12 | Otomo Yoshihide & Felipe Zenícola & Renato Godoy / Ute Wassermann & Thomas Rohrer                                          | Teatro XP Investimento       |
| 05/12 | Phantom Chips / Negalê apresenta: Gabinete de Sonoridades Extraordinárias                                                  | Audio Rebel                  |
| 06/12 | Louis Laurain apresenta: Unique Horns / Luisa Lemgruber & Gabriela Mureb & Sanannda Acácia                                 | Audio Rebel                  |
| 07/12 | Jeremy Gara / Flores Feias                                                                                                 | Audio Rebel                  |
| 07/12 | Magnetoceptia (Dewi De Vree & Patrizia Ruthensteiner)                                                                      | Lagoa Rodrigo de Freitas     |
| 08/12 | William Basinski apresenta: A Shadow in Time / Magnetoceptia (Dewi De Vree & Patrizia Ruthensteiner)                       | Igreja do Carmo da Lapa      |
| 09/12 | Chelpa Ferro: Acusma para crianças                                                                                         | Parque Lage                  |
| 09/12 | Magnetoceptia (Dewi De Vree & Patrizia Ruthensteiner)                                                                      | Oi Futuro Flamengo           |
| 09/12 | Nicolas Field & Pontogor - To the Bone                                                                                     | Museu de Arte Moderna do Rio |
| 09/12 | Acid Arab / Aïsha Devi / Stellar OM Source / grassmass apresenta: Coisas - a synth tribute to Moacir Santos / Carrot Green | Galpão (Festa Surpresa)      |
| 10/12 | ensemBle baBel plays Christian Marclay / Chelplexx                                                                         | Theatro Municipal            |

### Instalações
| Data          | Artista                  | Local                        |
| ------------- | ------------------------ | ---------------------------- |
| 04/12 à 10/12 | Nicolas Field & Pontogor | Museu de Arte Moderna do Rio |

## Edição de 2018
- Rio de Janeiro[12]

### Performances
| Data  | Artista                                                                          | Local                                  |
| ----- | -------------------------------------------------------------------------------- | -------------------------------------- |
| 03/12 | Moritz von Oswald (DE) / Felinto (BR)                                            | Teatro XP Investimento                 |
| 03/12 | OKO DJ (FR)                                                                      | Manouche                               |
| 06/12 | The International Nothing (DE)                                                   | Espaço Cultural Municipal Sérgio Porto |
| 07/12 | Fennesz (AT) / Eduardo Manso & Rafael Meliga (BR)                                | Teatro Ipanema                         |
| 08/12 | RP Boo (US) / Bonaventure (CH) / Galo Preto (BR) / Saskia (BR) / Guillerrmo (BR) | Vizinha Faladeira                      |
| 09/12 | Keiji Haino (JP)                                                                 | Teatro Odisséia                        |

### Instalações / Atrações Inéditas
| Data          | Artista | Local                                  |
| ------------- | --- | -------------------------------------- |
| 03/12 à 09/12 | Áine O’Dwyer apresenta: Pianowalk - a series of site specific performances and choreographies for piano in the urbanscape (UK)                      | Diversos locais do Rio de Janeiro      |
| 04/12 à 09/12 | Dubversão Sistema de Som apresenta: Real Rock (eternal) Riddim (BR)                                                                                 | Museu de Arte do Rio                   |
| 04/12         | Observador apresenta: Multiverso Interior (BR) | Lab Oi Futuro                          |
| 04/12         | Thelmo Cristovam apresenta: Ideias em cores gris dormem furiosamente (BR)                                                                           | Lab Oi Futuro                          |
| 05/12         | Cão apresenta: 40 40 40 12 (BR) | Oi Futuro no Flamengo                  |
| 06/12         | Tomoko Sauvage apresenta: Waterbowls (JP/FR) | Espaço Cultural Municipal Sérgio Porto |
| 07/12         | J.-P. Caron apresenta: Circuitos Simultâneos (BR) / Stefanie Egedy apresenta: Falha Comum (BR) / Henrique Iwao apresenta: Cacofonia Tropicália (BR) | Aparelho                               |

### Masterclass
| Data  | Artista                                                                | Local         |
| ----- | ---------------------------------------------------------------------- | ------------- |
| 05/12 | Masterclass com The International Nothing (DE) e Thelmo Cristovam (BR) | Lab Oi Futuro |
| 05/12 | Masterclass com Dubversão Sistema de Som (BR)                          | Lab Oi Futuro |

## Cartazes
|  |  |  |  |